# Monastère de Narek
Pour l’article homonyme, voir Narek (Ararat).
Le Monastère de Narek (en arménien Նարեկ) ou Narekavank (Նարեկավանք) est un monastère arménien du Vaspourakan fondé au Xe siècle sur la rive méridionale du lac de Van, dans l'est de l'actuelle Turquie. Le monastère, un important centre intellectuel dont l'élève le plus célèbre est Grégoire de Narek, a été détruit en 1915, lors du génocide arménien.

## Situation géographique
Pour un article plus général, voir Vaspourakan.
Le monastère est situé dans le village du même nom, dans le canton du Rechtouniq, dans l'ancienne province arménienne du Vaspourakan. Il est situé à vol d'oiseau à 5 km du lac de Van et à 9 km de l'île d'Aghtamar. À son emplacement se dresse l'actuel village de Yemişli (province de Van, Turquie).

## Histoire
Le monastère est fondé en 935-940 par des moines chassés de Cappadoce en raison de leur rejet du chalcédonisme, et suit la règle de saint Basile.
Narek accueille très tôt une école qui en fera un important foyer intellectuel arménien. Fondée par Anania de Narek, cette école est renommée pour son enseignement de la littérature (et notamment de la poésie), de la philosophie et de la musique sacrée, « véritable “Port-Royal” de la renaissance arménienne ». Parmi ses élèves passés à la postérité figurent Grégoire de Narek et Oukhtanès de Sébaste.
En 1021, lorsque le Vaspourakan passe dans l'escarcelle byzantine, une partie importante des moines suivent les souverains arçrouni et quittent le monastère ; celui-ci connaît toutefois un renouveau au XVe siècle en tant que scriptorium. Il est restauré au XVIIIe siècle et devient le siège d'un évêché, et fait à nouveau l'objet de rénovations en 1843. 
Dans le cadre des massacres hamidiens, le monastère est pillé par des Kurdes en 1895. Une reconstruction est débutée à partir de 1904 mais n'est toujours pas terminée en 1915. Le monastère est entièrement détruit en 1915 au cours du génocide arménien.

## Bâtiments
Pour un article plus général, voir Architecture arménienne.
Le monastère est composé de deux églises (Sourp Sandoukht, « Sainte-Sandoukht », et Sourp Astvatsatsin, « Sainte-Mère-de-Dieu »), d'un jamatoun, d'un clocher, du mausolée de Grégoire de Narek et de bâtiments annexes, le tout entouré de remparts. Des reliques de saint Thomas et de saint Jacques de Nisibe y sont conservées.